# Geopolitique 1990
Geopolitique 1990 è un videogioco strategico pubblicato nel 1983 per Apple II e nel 1984 per Commodore 64 da Strategic Simulations. Rappresenta il confronto politico, economico ed eventualmente militare tra gli Stati Uniti d'America e l'Unione Sovietica negli anni '90, che all'epoca dell'uscita del gioco erano nel prossimo futuro e si immaginavano ancora dominati dalla Guerra fredda.

## Modalità di gioco
Il giocatore assume il ruolo del presidente degli Stati Uniti d'America controllando ad alto livello l'economia statunitense, le negoziazioni internazionali e l'eventuale guerra contro l'URSS, se una delle due parti decide di iniziarla. L'URSS è sempre controllata dal computer, con un politburo variabile che ne determina le strategie, e sono presenti sedici potenze minori che possono decidere di allearsi con l'una o con l'altra superpotenza, anche in modo opposto alle tendenze reali.
Il terreno di gioco è tutto il mondo, ogni potenza rappresenta uno stato o un gruppo di stati e corrisponde a un territorio unico (l'URSS a due), con proprie caratteristiche, come risorse naturali, capacità industriale, orientamento politico (10 gradi da pro-URSS a pro-USA) e stabilità dei governi. Ci sono inoltre 13 caselle di mare.
Sono disponibili sette scenari con differenti situazioni iniziali a partire dal 1990, tranne uno che ha inizio nel 1984, ai tempi dell'uscita del gioco.
Ogni partita può essere praticamente suddivisa in due giochi distinti, uno in tempo di pace (Geopol) e uno dopo la dichiarazione di guerra (Geowar). Gli obiettivi in tempo di pace, che include comunque anche la preparazione militare, sono il raggiungimento di un certo livello di PIL, di prestigio internazionale o di sicurezza nazionale; ogni contendente ne sceglie segretamente due su tre a inizio partita e vince se li raggiunge prima dell'altro. A ogni turno, e in modo irreversibile, si può decidere di passare alla guerra, a questo punto il gioco diventa un wargame con obiettivi territoriali.
L'interfaccia è basata su messaggi di testo in inglese, una mappa del mondo graficamente molto semplice e comandi inseriti da tastiera. Sulla mappa le potenze sono rappresentate praticamente da rettangoli, disegnati con grafica monocroma su Apple II e con caratteri colorati su Commodore 64.
Nonostante il poco che appare a video, il manuale cartaceo è corposo, il gioco è molto complesso e richiede parecchio tempo per essere appreso.
In Geopol un turno è costituito da sei fasi, e solo a fine turno c'è la possibilità di salvare la partita su disco:
1. fase informativa e di eventuale dichiarazione guerra
2. allocazione di punti di produzione economica tra supporto militare, mobilitazione militare, potenziamento industriale e punti di azione politica (PAP)
3. piazzamento di task force sulle caselle marine a scopo di influenza e intimidazione
4. allocazione dei PAP alle potenze minori con cui si vuole negoziare, per influenzarle
5. negoziazioni USA con le potenze minori, con vari livelli di pressione da amichevole a minaccioso, per ottenere trattati economici, politici, militari o di neutralità. La riuscita o fallimento di un negoziato, oltre a dare o meno i benefici del trattato, influisce sul prestigio
6. rapporto sulle negoziazioni URSS

Quando si passa a Geowar le potenze minori decidono se e con chi schierarsi, in base alle relazioni finora costruite e sfavorendo in genere l'iniziatore della guerra (ciò tende a rendere la guerra una scelta svantaggiosa, da usare solo come ultima risorsa). Lo scontro avviene solo con armi non atomiche: eserciti, flotte e supporto aereo. Il formato dei turni diventa differente e incentrato su produzione, rinforzo e movimento delle unità militari.